# تی‌اس کندی
تی‌اس کندی (به انگلیسی: TS Kennedy) یک کشتی بود که طول آن ۵۴۰ فوت (۱۶۰ متر) و ارتفاع آن ۱۱۹ فوت ۰ اینچ (۳۶٫۲۷ متر) بود. این کشتی در سال ۱۹۶۷ ساخته شد.